# Plenarno predavanje
Plenarno predavanje (keynote predavanje), predavanje na znanstvenom ili stručnom skupu. Da bi imalo taj status mora kao takvo biti označeno na programu skupa. Drže ih eminentni znanstvenici odnosno stručnjaci iz pojedinih područja i obično su to ključna predavanja oko čijih tema se gradi ostali sadržaj skupova.